# 琳恩·朱厄尔
琳恩·朱厄尔（英語：Lynne Jewell，1959年11月26日—），美国女子帆船运动员。她曾代表美国参加1988年夏季奥林匹克运动会帆船比赛，联同艾莉森·乔利获得女子470级金牌。